# Pelosia
Pelosia is een geslacht van vlinders van de familie spinneruilen (Erebidae), uit de onderfamilie Arctiinae.

## Soorten
- P. albicostata Hampson, 1901
- P. amaurobapha (Mabille, 1900)
- P. angusta Staudinger, 1887
- P. ankaratrae (de Toulgoët, 1954)
- P. hampsoni (de Toulgoët, 1960)
- P. meloui (de Toulgoët, 1956)
- P. muscerda

Muisbeertje (Hufnagel, 1766)
- P. noctis Butler, 1881
- P. obtusa

Klein muisbeertje (Herrich-Schäffer, 1852)
- P. obtusoides (de Toulgoët, 1954)
- P. plumosa (Mabille, 1900)
- P. ramosula Staudinger, 1887
- P. stictigramma (Hampson, 1908)
- P. tanala (de Toulgoët, 1956)
- P. tetrasticta Hampson, 1900